# لامباس (روسیه)
لامباس (به لاتین: Lambas) یک منطقهٔ مسکونی در روسیه است که در استان آرخانگلسک واقع شده‌است.